# Kathrin Wörle-Scheller
Kathrin Wörle-Scheller, z domu Wörle (ur. 18 lutego 1984 w Lindau) – niemiecka tenisistka.
Najwyższe miejsce w rankingu WTA Tour osiągnęła w lutym 2010 roku i była to pozycja 119. W swojej karierze wygrała trzy turnieje singlowe i siedem deblowych rangi ITF. W turniejach wielkoszlemowych wystąpiła trzy razy w turnieju głównym w Australian Open, za każdym razem kończąc na pierwszej rundzie.
W kwietniu 2013 roku wzięła ślub i do swojego nazwiska rodowego dodała nazwisko rodowe męża.

## Finały turniejów WTA
| Legenda                | Legenda |
| ---------------------- | ------- |
| Wielki Szlem           |         |
| Igrzyska olimpijskie   |         |
| WTA Tour Championships |         |
| 1988 – 2008            |         |
| Kategoria I            |         |
| Kategoria II           |         |
| Kategoria III          |         |
| Kategoria IV           |         |
| Kategoria V            |         |

### Gra podwójna
| Końcowy wynik | Nr | Data             | Turniej  | Nawierzchnia | Partnerka        | Przeciwniczki             | Wynik finału   |
| ------------- | -- | ---------------- | -------- | ------------ | ---------------- | ------------------------- | -------------- |
| Finalistka    | 1. | 29 września 2008 | Taszkent | Twarda       | Nina Bratczikowa | Raluca Olaru Olha Sawczuk | 7:5, 5:7, 7–10 |

## Wygrane turnieje rangi ITF
| turnieje z pulą nagród 100 000 $ |
| turnieje z pulą nagród 75 000 $  |
| turnieje z pulą nagród 50 000 $  |
| turnieje z pulą nagród 25 000 $  |
| turnieje z pulą nagród 15 000 $  |
| turnieje z pulą nagród 10 000 $  |

### Gra pojedyncza
|    | Data       | Turniej        | Kat. | ($)    | Naw.   | Finalistka      | Wynik    |
| 1. | 02/12/2007 | Beloura-Sintra | ITF  | 25 000 | ziemna | Kira Nagy       | 6:3, 6:2 |
| 2. | 13/04/2008 | Biarritz       | ITF  | 25 000 | ziemna | Salima Safar    | 6:1, 6:3 |
| 3. | 22/03/2009 | Kair           | ITF  | 25 000 | ziemna | Nathalie Viérin | 6:2, 6:4 |